# Zeïformes

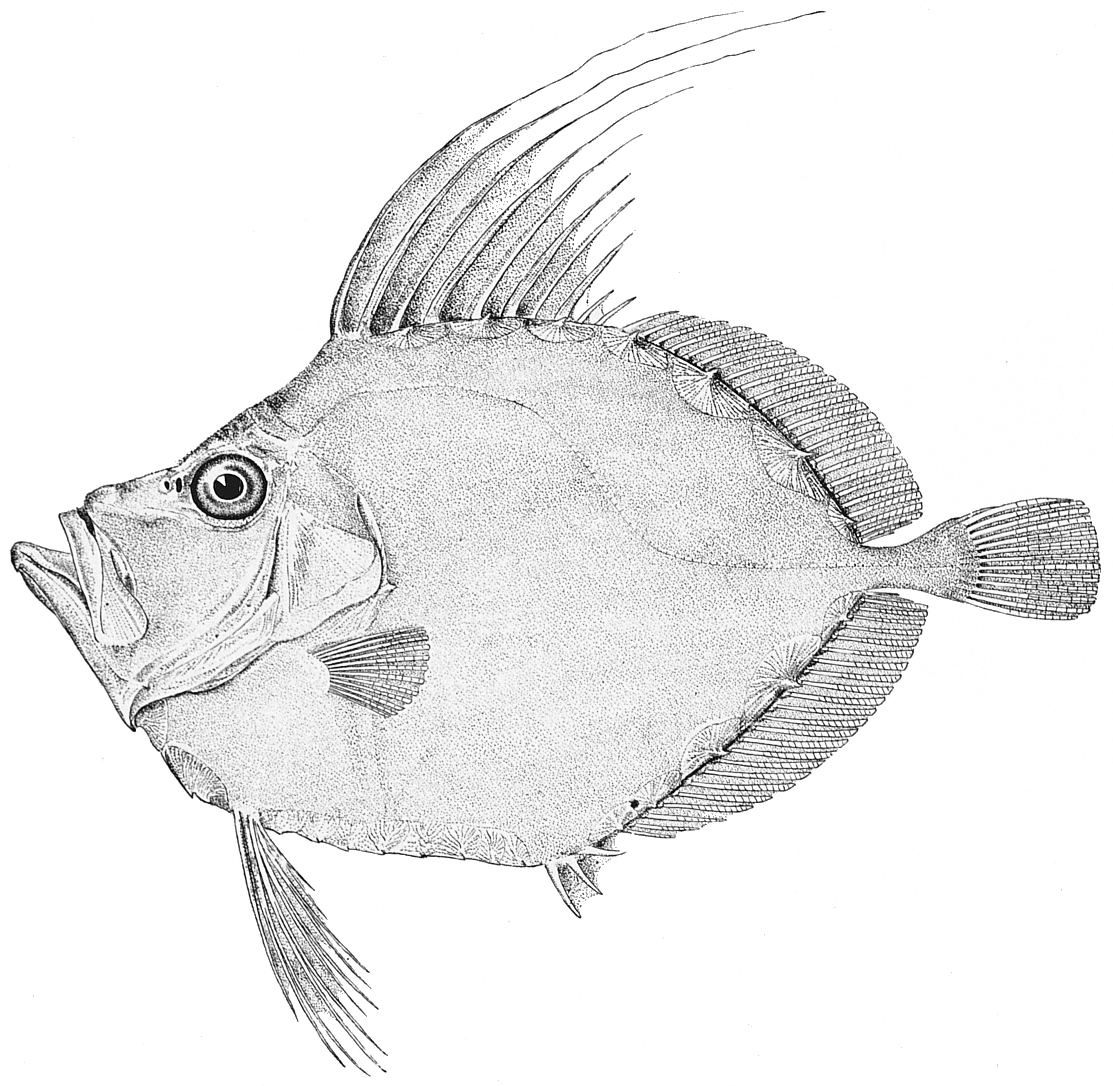
Zenopsis conchifera

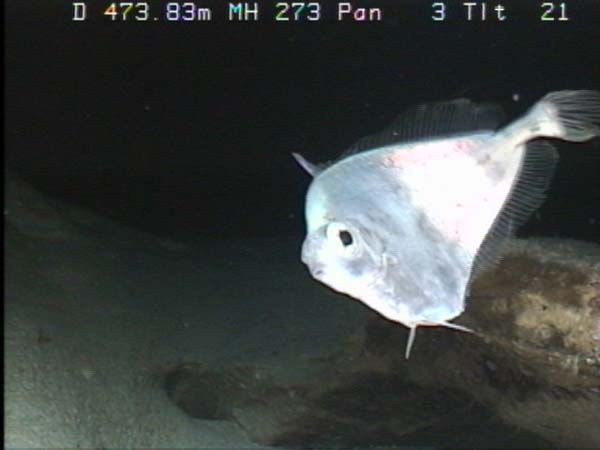
Grammicolepis brachiusculus

Els zeïformes (Zeïformes) són un ordre de peixos actinopterigis del superordre dels teleostis. Als Països Catalans és representat per dues famílies, els zeids (amb el gall, Zeus faber) i els capròids (amb el gallet o xavo, Capros aper).

## Morfologia
- Presenten el cos bastant comprimit lateralment, molt ample, i cobert de grosses escates ctenoides.
- Entre 21 i 46 vèrtebres.
- El dors molt elevat.
- El cap gros.
- La boca molt protràctil.
- La línia lateral corba al centre dels costats.
- La bufeta natatòria grossa.
- Les aletes pectorals petites i les ventrals en posició jugular o toràcica, i les aletes dorsal i anal amb uns radis espinosos forts i llargs a la base.[1][2]

## Hàbitat
Es distribueixen en els oceans, en aigües de relativa fondària.

## Famílies
Agrupa 7 famílies, 20 gèneres i unes 35 espècies
- Subordre Zeioidei
  - Família Cyttidae
  - Família Grammicolepididae
  - Família Oreosomatidae
  - Família Parazenidae
  - Família Zeidae
  - Família Zenionidae
- Subordre Caproidei
  - Família Caproidae[4][5][6][7][8]